# Santa Cecília (distrito de São Paulo)
Santa Cecília es un distrito ubicado en la zona central de la ciudad de Sao Paulo, Brasil. Administrativamente pertenece a la subprefectura de Sé.
El distrito comprende los barrios de Campos Elíseos, Santa Cecília, Várzea da Barra Funda (triángulo formado entre las vías férreas del Tren Metropolitano y la avenidas Abraão Ribeiro y Rudge), parte de Vila Buarque donde se ubica el Largo de Santa Cecília y la estación de metro Santa Cecília. En este distrito se encuentra la mayor parte del Elevado Presidente João Goulart (llamado popularmente como Minhocão), la Plaza Mariscal Deodoro, la Plaza Princesa Isabel, la Plaza Júlio Prestes y el Largo Coração de Jesus.
En ella también se encuentran los barrios degradados de Cracolandia y Boca do Lixo, donde se desarrolla una intensa actividad de tráfico de drogas, prostitución y violencia.

## Límites
- Noroeste: Avenida Doutor Abraão Ribeiro y su acceso al Ponte da Casa Verde.
- Noreste: Avenida Rudge y su acceso al Ponte da Casa Verde.
- Este: Viaducto Ingeniero Orlando Murgel, Vía Férrea de la línea 8, Plaza Júlio Prestes.
- Sur: Avenida Duque de Caxias, Largo do Arouche, Rua Jaguaribe, Rua Doutor Veiga Filho.
- Oeste: Avenida Pacaembu, Viaducto Pacaembu.

## Distritos limítrofes
- Bom Retiro (este)
- República (sur)
- Consolação (sudoeste)
- Barra Funda (oeste)